# Paul D. Boyer
Paul Delos Boyer (31. července 1918 – 2. června 2018) byl americký biochemik.
V roce 1997 obdržel Nobelovu cenu za chemii společně s J. E. Walkerem a J. C. Skouem za objasnění mechanizmu syntézy ATP. Pocházel z nepraktikující mormonské rodiny a vystudoval chemii na Univerzitě Brighama Younga. Doktorát z biochemie získal na Univerzitě Wisconsin–Madison roku 1943. Pracoval na Stanfordově univerzitě a později na Minnesotské univerzitě. Od roku 1963 byl profesorem na UCLA.